# Phrynichus nigrimanus
Espèce
Synonymes
- Phrynus nigrimanus C. L. Koch, 1847
- Phrynichus granulosus Gravely, 1915

Phrynichus nigrimanus est une espèce d'amblypyges de la famille des Phrynichidae.

## Distribution
Cette espèce est endémique du Kerala en Inde.

## Publication originale
- C. L. Koch, 1847 : Die Arachniden getreu nach der Natur abgebildet und beschrieben. C. H. Zeh'schen Buchhandlung, Nürnberg, vol. 15, p. 1–136 (texte intégral).